# بطولة كاريوكا 1937
بطولة كاريوكا 1937 هو موسم من بطولة كاريوكا. كان عدد الأندية المشاركة فيه 12، وفاز فيه ساو كريستوفاو (فريق كرة قدم).